# Henri Haag
Henri Haag, né le 4 novembre 1917 à Aubange en Belgique et mort le 19 août 2011, est un historien, conférencier et auteur belge, professeur à l'Université catholique de Louvain.

## Biographie
Docteur en Histoire en 1944, il est chargé de cours à l'UCL en 1957 puis professeur dans la même université de 1961 à 1984.
Sa thèse doctorale est consacrée à la loi communale belge de 1836. Il est agrégé de l'enseignement supérieur à la suite de sa thèse Les origines du catholicisme libéral en Belgique (1789-1939). Il enseigne à la Faculté de Philosophie et Lettres et à la Faculté des Sciences économiques et sociales.
Spécialiste de la période contemporaine, il participe à la fondation du Centre interuniversitaire d'Histoire contemporaine en 1954. Considéré comme un intellectuel chrétien, il publie en 1946 Rien ne vaut l'honneur : L'Église belge de 1940 à 1945. En 1975 il signe le chapitre consacré à la politique intérieure belge de 1914 à 1926 dans Histoire de la Belgique contemporaine de 1914 à 1970, prolongement de l'œuvre d'Henri Pirenne.
Passionné par la science archivistique, il étudie les archives des ministres de son temps, et notamment celles de Charles de Broqueville.

## Sources
- Claude Bruneel, « Henri Haag (1917-2011) », Bulletin de la Commission royale d'Histoire, vol. 178,‎ 2012 (lire en ligne).
- « Archives », sur uclouvain.be (consulté le 31 mai 2023)
- « Haag Henri catalogue en ligne », sur wallonie.be (consulté le 31 mai 2023)